# Maggese (singolo)
Maggese è una canzone di Cesare Cremonini, secondo singolo estratto dal suo omonimo secondo album in studio, e pubblicato l'11 settembre 2005. 

## Descrizione
La parola "maggese" indica la condizione di un campo lasciato incolto perché possa rimineralizzarsi e tornare fertile. Per Cremonini questa condizione può essere estesa anche all'uomo che periodicamente deve prendere una pausa dalle attività quotidiane.
Per questo brano, Cremonini ha dichiarato di aver abbandonato qualsiasi forma di artefazione elettronica ed essersi rimesso completamente agli strumenti a fiato ispirandosi particolarmente alla musica dei Beatles.
Il singolo del brano, uscito nell'autunno 2005, contiene oltre a Maggese anche Marmellata #24, una rivisitazione del brano Marmellata #25.

## Video musicale
Il videoclip di Maggese è stato girato da Gaetano Morbioli (che aveva già lavorato con Cremonini per Marmellata #25) a Riquewihr, in Alsazia (Francia). Nel video, mentre le stagioni si susseguono rapidamente, Cremonini esegue il brano davanti alla telecamera che gira su sé stessa, mostrando di volta in volta uno scenario sempre diverso. Nell'atmosfera magica del video, ad ogni movimento delle mani del cantante fuoriesce una polvere luminosa.

## Tracce
1. Maggese - 3.48
2. Marmellata #24 - 6:00